# Fàbrica Devesa
La Fàbrica Devesa és una obra del racionalisme tardà de Lleida (Segrià) inclosa a l'Inventari del Patrimoni Arquitectònic de Catalunya.

## Descripció
Es tracta d'un complex industrial situat en una zona agrícola, ja que les vinyes que l'envolten es destinava a la producció de vins i caves. El conjunt es completa amb tres habitatges per al personal directiu de la fàbrica.
La configuració de la fàbrica es conforma a partir de les necessitats de producció anant de darrere cap endavant. En primer terme es troba la torre de trituració, cosa que permet identificar el complex des de la carretera. Aquest cos vertical contrasta amb l'horitzontal de la fàbrica, que aporta l'element plàstic principal al conjunt.
El conjunt es va fer a partir de les premisses del Grup R, que optava per materials i valors locals. Els criteris de composició són molt abstractes encara que els valors de construcció siguin tradicionals. D'aquesta manera, el complex es caracteritza per l'austeritat en l'ús dels materials i la combinació de volums gairebé cecs.
És digne d'esment la simplicitat i abstracció en la composició de les obertures, sotmeses a variacions visuals molt refinades. També els espais exteriors remarquen la sensibilitat amb què l'arquitecte va tractar la integració de la fàbrica a l'entorn paisatgístic.